# Гудронатор
Гудронатор (англ. tar paver, road oiler, oil-tar spreader; нім. Goudronieranlage) — машина для рівномірного розливання під тиском нагрітих органічних в'яжучих матеріалів на основі гудрону (бітумів, дьогтю) під час будівництва або ремонту шляхів.
Виробництвом автогудронаторів в Україні займається ВАТ "Завод «Шляхіндустрія» (місто Жовква, Львівської області).